# Звирче
Звирче (словен. Zvirče) — поселення в общині Тржич, Горенський регіон, Словенія. Висота над рівнем моря: 496,1 м.